# 小川全夫
小川 全夫（おがわ たけお、1943年7月31日 - ）は、日本の社会福祉学者、山口大学・九州大学名誉教授。

## 略歴
台北市生まれ、兵庫県出身。鹿児島大学文理学部卒業、九州大学大学院文学研究科社会学科修士課程修了、1996年「地域の高齢化と福祉 高齢者のコミュニティ状況」で久留米大学文学博士。宮崎大学教育学部講師、助教授、山口大学人文学部助教授、教授をへて、名誉教授、1998年九州大学文学研究科教授となる。2006年定年退官、名誉教授、山口県立大学教授、2010年熊本学園大学教授を務め、2014年退職。2025年、瑞宝中綬章受章。

## 著書
- 『地域の高齢化と福祉 高齢者のコミュニティ状況』恒星社厚生閣 1996
- 『よだきぼの世界』 (みやざき21世紀文庫) 鉱脈社 1996

### 共編著
- 『高齢社会の地域政策 山口県からの提言』堀内隆治共編著 ミネルヴァ書房(Minerva福祉ライブラリー  2000
- 『家族・福祉社会学の現在』木下謙治共編 ミネルヴァ書房(シリーズ「社会学の現在」)  2001
- 『ニューエイジング 日米の挑戦と課題』安立清史共編 九州大学出版会 2001
- 『老いる東アジアへの取り組み 相互理解と連携の拠点形成を』 (東アジア地域連携シリーズ） 編 九州大学出版会 2010
- 『半完成協奏曲♪さらなる・はんせいきへ♪ 県民"共有の財産"を育てる コープやまぐち50年の軌跡』監修, 有吉政博編著 日本生活協同組合連合会 2013
- 『ファミリー・ソーシャルワークの理論と技法 社会構成主義的観点から』大下由美,加茂陽共編 九州大学出版会 2014

## 論文
- <小川全夫